# 一発勝負〜カヴァーズ
『一発勝負〜カヴァーズ』（いっぱつしょうぶ カヴァーズ、Premium Collection: The Japan Covers）は、アメリカのロック歌手、アンドリューW.K.のJ-POPカバー・アルバム。2008年11月26日にユニバーサル・ミュージックから発売された。

## 概要
2008年7月23日にGReeeeNの「キセキ」、7月30日には「安藤竜」名義で鼠先輩の「六本木〜GIROPPON」をカバーし、それぞれ着うた限定でリリースした。アルバムの収録に際し、前述の2曲を含め、14曲をフルバージョンでカバーした。 
アンドリューはこのアルバムについて、「Gift to the Japanese people, for all the incredible warmth and kindness they've given me over the years.」とコメントした。

## 収録曲
1. キセキ [3:06]
原曲の歌手はGReeeeN。
2. 六本木〜GIROPPON [4:08]
原曲の歌手は鼠先輩。
3. 羞恥心 [4:09]
原曲の歌手は羞恥心。
4. リンダ リンダ [3:06]
原曲の歌手はTHE BLUE HEARTS。
5. 小さな恋のうた [3:41]
原曲の歌手はMONGOL800。
6. 学園天国 [2:33]
原曲の歌手はフィンガー5。
7. Runner [4:03]
原曲の歌手は爆風スランプ。
8. モニカ [3:39]
原曲の歌手は吉川晃司。
9. ボヘミアン [3:04]
原曲の歌手は大友裕子。
10. ラヴ・イズ・オーヴァー [4:04]
原曲の歌手は欧陽菲菲。
11. MY FIRST KISS [3:09]
原曲はあんしんパパの「はじめてのチュウ」であるが、本曲はHi-STANDARDのカバーバージョン。
12. 哀 戦士 [3:49]
原曲の歌手は井上大輔。
13. 島唄 [3:14]
原曲の歌手はTHE BOOM。
14. スリル [5:00]
原曲の歌手は布袋寅泰。一般的に有名な1995年のシングル・バージョンではなく、2005年発売の『ALL TIME SUPER BEST』のバージョンをベースとしている。